# 亞捫語
亞捫語（英語：Ammonite language）是一種迦南語，使用者為《聖經》中提到的亞捫人。他們生活在現今約旦的西北部地區，約旦首都安曼也是以他們命名的。他們的語言只有一些片段留存下來，以公元前9世紀的安曼城堡銘文、公元前7－6世紀的泰爾·西蘭（Tell Siran）青銅瓶和一些陶片為主。從少量的語料庫中可以確定，它與聖經希伯來語極為相似，可能受到一些阿拉姆語的影響，包括使用動詞「'bd」，而不是聖經希伯來語中更常見的「'śh」（「製作」）。亞捫語與聖經希伯來語唯一值得注意的區別是亞捫語零星保留陰性單數詞綴「-t」。
1970年，意大利东方学家焦萬尼·加爾比尼（Giovanni Garbini）首次将其描述为一种独立的语言。隨後，由於學者對安曼剧院铭文、安曼城堡铭文、泰爾·西蘭青銅瓶、赫什本陶片（Heshbon Ostraca）和泰爾·艾爾-馬澤爾陶片（Tell el-Mazer Ostraca）的之間相似性達成共識，一些之前被認定為希伯來語、腓尼基語或阿拉姆語的銘文被重新分類。
根據Glottolog，亞捫語與希伯來語並非完全不同的語言。